# Федеріка Кур'яцці
Федеріка Кур'яцці (італ. Federica Curiazzi; нар. 14 серпня 1992) — італійська легкоатлетка, яка спеціалізується в спортивній ходьбі.

## Спортивні досягнення
Переможниця командного чемпіоната Європи з ходьби на дистанції 35 км в командному заліку (2021, 2025).
Срібна призерка командного чемпіоната Європи з ходьби на дистанції 35 км в командному заліку (2023).
Бронзова призерка командного чемпіоната Європи з ходьби на дистанції 50 км в командному заліку (2019).